# Tisovec (Dobrepolje)
Tisovec (Duits: Rosegg) is een plaats in Slovenië en maakt deel uit van de gemeente Dobrepolje in de NUTS-3-regio Osrednjeslovenska. De plaats telde 45 inwoners op 1 januari 2020.

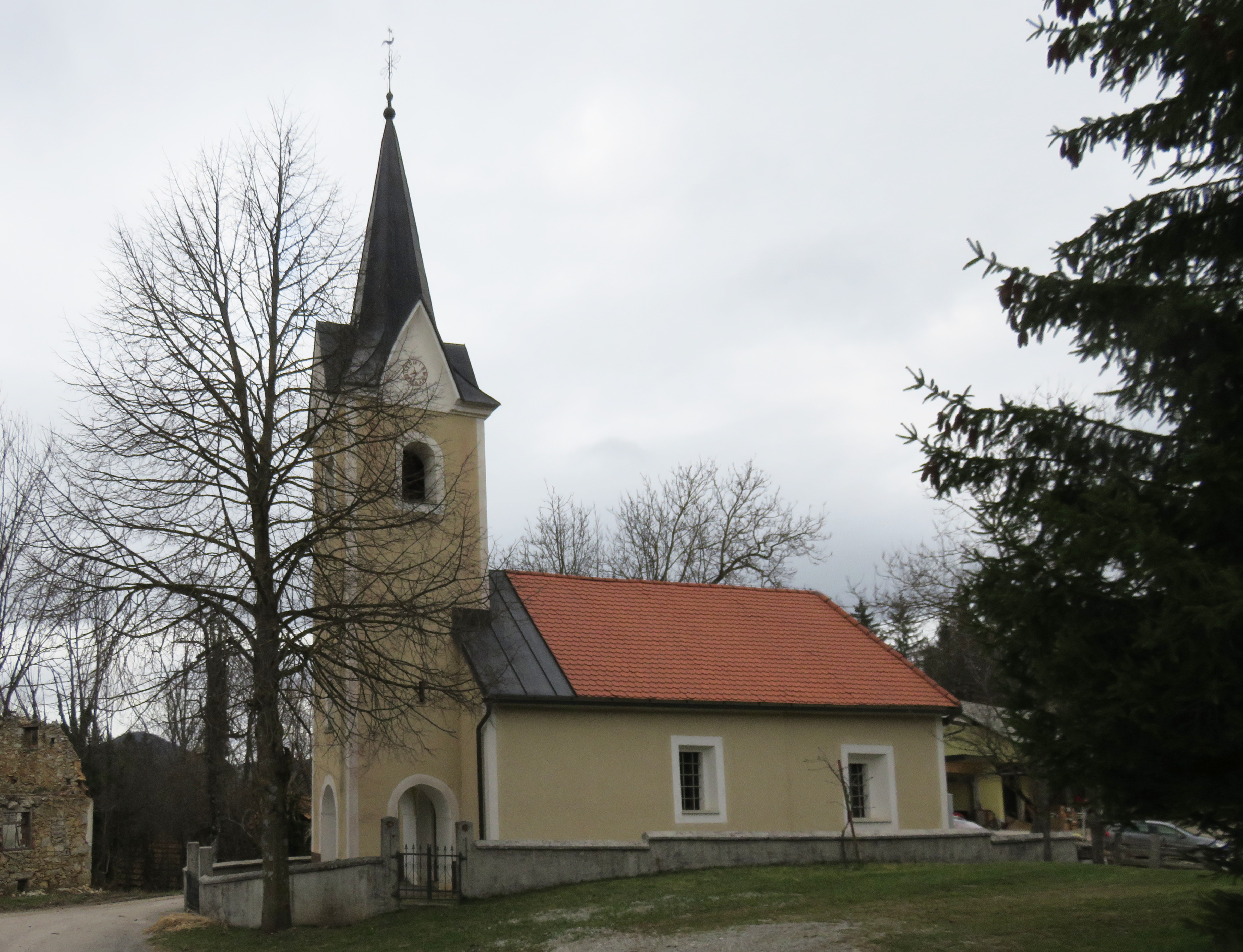
Sint Petrus en Pauluskerk